# Boris Jarak
Boris Jarak, född den 19 april 1963 i Dubrovnik, Kroatien (dåvarande Jugoslavien), är en tidigare kroatisk handbollsspelare som spelade för Jugoslavien.
Han tog OS-brons i herrarnas turnering i samband med de olympiska handbollstävlingarna 1988 i Seoul.